# Heinrich Ernst Göring
Heinrich Ernst Göring (ur. 31 października 1838 w Emmerich am Rhein, zm. 7 grudnia 1913 w Monachium) – niemiecki prawnik i dyplomata. Ojciec Hermanna Göringa – niemieckiego asa myśliwskiego z okresu I wojny światowej, późniejszego działacza nazistowskiego, dowódcy Luftwaffe i Marszałka Rzeszy oraz przedsiębiorcy i antynazisty Alberta Göringa.
21 października 1885 Heinrich Ernst Göring, jako przedstawiciel Rzeszy, zawarł układ z Maherero, wodzem afrykańskiego plemienia Herero. Wcześniej układ z nimi zawarł Adolf Lüderitz. Był to jeden z kroków na drodze do utworzenia Niemieckiej Afryki Południowo-Zachodniej, której Göring został pierwszym gubernatorem. Jeden ze współodpowiedzialnych za ludobójstwo Herero i Namaqua.
W 1885 zawarł związek małżeński z Franziską Tiefenbrunn, z którą miał pięcioro dzieci: Karola, Olgę, Paulę, Hermanna i Alberta. Zmarł w Monachium i został pochowany na tamtejszym cmentarzu Waldfriedhof.